# Antónov (Rostov)
Antónov (en rus: Антонов) és un poble (un khútor) de l'óblast de Rostov, a Rússia, segons el cens rus del 2010 tenia 787 habitants. Pertany al districte de Tsimliansk.